# Municipio de Abbott
El municipio de Abbott (en inglés: Abbott Township) es un municipio ubicado en el condado de Potter en el estado estadounidense de Pensilvania. En el año 2000 tenía una población de 226 habitantes y una densidad poblacional de 1 personas por km².

## Geografía
El municipio de Abbott se encuentra ubicado en las coordenadas 41°35′00″N 77°36′59″O / 41.58333, -77.61639.

## Demografía
Según la Oficina del Censo en 2000 los ingresos medios por hogar en la localidad eran de $25,250 y los ingresos medios por familia eran $26,250. Los hombres tenían unos ingresos medios de $26,667 frente a los $15,625 para las mujeres. La renta per cápita para la localidad era de $14,068. Alrededor del 6,1% de la población estaban por debajo del umbral de pobreza.